# Colors (EP)
Pour les articles homonymes, voir Colors.
Albums de Miss A
Hush
(2013)
Singles
1. Only You
Sortie : 30 mars 2015

Colors est le troisième mini-album du girl group sud-coréen Miss A, qui est sorti le 30 mars 2015 sous JYP Entertainment. "Only You" a été utilisé comme titre principal.

## Performance commerciale
Colors débute à la troisième place du Gaon Album Chart alors que "Only You" débute à la première place du Gaon Digital Chart pour la semaine se finissant le 4 avril 2015. En juin 2015, l'album s'est vendu à 10 570 exemplaires,,.

## Liste des titres
| Liste des titres | Liste des titres                                     | Liste des titres      | Liste des titres                                                                    | Liste des titres | Liste des titres | Liste des titres | Liste des titres | Liste des titres | Liste des titres |
| No               | Titre                                                | Auteur                | Producteur(s)                                                                       | Durée            |                  |                  |                  |                  |                  |
| ---------------- | ---------------------------------------------------- | --------------------- | ----------------------------------------------------------------------------------- | ---------------- | ---------------- | ---------------- | ---------------- | ---------------- | ---------------- |
| 1.               | One Step (한걸음; Hangeoreum)                        | Yorkie, Sung Hyun-bin | Im Gwan-guk (Devine Kei), Ryan Kim (Devine Ryan), Mistazo, Kara Tenae, Dauri, Chase | 3:39             |                  |                  |                  |                  |                  |
| 2.               | Only You (다른 남자 말고 너; Dareun Namja Malgo Neo) | Rado, Sam Lewis       | Black Eyed Pilseung                                                                 | 3:18             |                  |                  |                  |                  |                  |
| 3.               | Love Song                                            | Daniel Kim            | Daniel Kim, Mayu Wakisaka                                                           | 3:50             |                  |                  |                  |                  |                  |
| 4.               | Melting (녹아; Noga)                                 | Daniel Kim            | Nermin Harambasic, Jin Suk Choi, David Siegel, Jesse Saint John, Courtney Woolsey   | 2:59             |                  |                  |                  |                  |                  |
| 5.               | I Caught Ya                                          | Suzy                  | Hanif "Hitmanic" Sabzevari, Henrik Janson, Emelie Fjällström                        | 4:11             |                  |                  |                  |                  |                  |
| 6.               | Stuck                                                | Min                   | Sophia Pae, Erik Lidbom                                                             | 3:12             |                  |                  |                  |                  |                  |
| 21:09            |                                                      |                       |                                                                                     |                  |                  |                  |                  |                  |                  |

## Classement
| Classement (2015)           | Meilleure position |
| --------------------------- | ------------------ |
| Korean Albums (Gaon)        | 3                  |
| US World Albums (Billboard) | 4                  |

## Historique de sortie
| Pays         | Date         | Format                   | Label                 |
| Corée du Sud | 30 mars 2015 | CD, téléchargement légal | JYP Entertainment     |
| Monde entier | 30 mars 2015 | Téléchargement légal     | JYP Entertainment     |
| Hong Kong    | 22 mai 2015  | CD + DVD                 | Universal Music Group |
| Taïwan       | 22 mai 2015  | CD + DVD                 | Universal Music Group |
| ------------ | ------------ | ------------------------ | --------------------- |